# Yevgueni Rylov
Yevgueni Mijáilovich Rylov –en ruso, Евгений Михайлович Рылов– (Novotroitsk, 23 de septiembre de 1996) es un deportista ruso que compite en natación, especialista en el estilo espalda.
Participó en dos Juegos Olímpicos de Verano, obteniendo en total cuatro medallas, bronce en Río de Janeiro 2016, en la prueba de 200 m espalda, y tres en Tokio 2020, oro en 100 m espalda y 200 m espalda y plata en 4 × 200 m libre.
Ganó ocho medallas en el Campeonato Mundial de Natación entre los años 2015 y 2019, y cuatro medallas en el Campeonato Mundial de Natación en Piscina Corta de 2018.
Además, obtuvo cuatro medallas en el Campeonato Europeo de Natación, en los años 2018 y 2021, y una medalla de bronce en el Campeonato Europeo de Natación en Piscina Corta de 2021.
Por su trayectoria deportiva fue condecorado en 2016 con la Medalla de la Orden al Mérito de la Patria y en 2021 con la Orden de la Amistad. En abril de 2022 fue sancionado por la FINA con nueve meses sin competir internacionalmente debido a su participación activa en una manifestación a favor de la invasión de Ucrania.

## Palmarés internacional
| Juegos Olímpicos                    | Juegos Olímpicos        | Juegos Olímpicos  | Juegos Olímpicos  |
| Año                                 | Lugar                   | Medalla           | Prueba            |
| ----------------------------------- | ----------------------- | ----------------- | ----------------- |
| 2016                                | Río de Janeiro (Brasil) | Medalla de bronce | 200 m espalda     |
| 2020                                | Tokio (Japón)           | Medalla de oro    | 100 m espalda     |
| 2020                                | Tokio (Japón)           | Medalla de oro    | 100 m espalda     |
| 2020                                | Tokio (Japón)           | Medalla de plata  | 4 × 200 m libre   |
| Campeonato Mundial                  |                         |                   |                   |
| Año                                 | Lugar                   | Medalla           | Prueba            |
| 2015                                | Kazán (Rusia)           | Medalla de bronce | 200 m espalda     |
| 2017                                | Budapest (Hungría)      | Medalla de oro    | 200 m espalda     |
| 2017                                | Budapest (Hungría)      | Medalla de bronce | 4 × 100 m estilos |
| 2019                                | Gwangju (Corea del Sur) | Medalla de oro    | 200 m espalda     |
| 2019                                | Gwangju (Corea del Sur) | Medalla de plata  | 50 m espalda      |
| 2019                                | Gwangju (Corea del Sur) | Medalla de plata  | 100 m espalda     |
| 2019                                | Gwangju (Corea del Sur) | Medalla de plata  | 4 × 100 m libre   |
| 2019                                | Gwangju (Corea del Sur) | Medalla de bronce | 4 × 100 m estilos |
| Campeonato Mundial en Piscina Corta |                         |                   |                   |
| Año                                 | Lugar                   | Medalla           | Prueba            |
| 2018                                | Hangzhou (China)        | Medalla de oro    | 50 m espalda      |
| 2018                                | Hangzhou (China)        | Medalla de oro    | 200 m espalda     |
| 2018                                | Hangzhou (China)        | Medalla de oro    | 4 × 50 m estilos  |
| 2018                                | Hangzhou (China)        | Medalla de plata  | 4 × 50 m libre    |
| Campeonato Europeo                  |                         |                   |                   |
| Año                                 | Lugar                   | Medalla           | Prueba            |
| 2018                                | Glasgow (Reino Unido)   | Medalla de oro    | 200 m espalda     |
| 2018                                | Glasgow (Reino Unido)   | Medalla de oro    | 4 × 100 m libre   |
| 2018                                | Glasgow (Reino Unido)   | Medalla de plata  | 100 m espalda     |
| 2021                                | Budapest (Hungría)      | Medalla de oro    | 200 m espalda     |
| Campeonato Europeo en Piscina Corta |                         |                   |                   |
| Año                                 | Lugar                   | Medalla           | Prueba            |
| 2021                                | Kazán (Rusia)           | Medalla de bronce | 4 × 50 m libre    |